# آخا ۱۱۵۰
سیارک ۱۱۵۰ (به انگلیسی: 1150 Achaia، نامگذاری:1929RB) هزار و صد و پنجاهمین سیارک کشف شده‌است که در ۲ سپتامبر ۱۹۲۹ و در هایدلبرگ کشف شد.
قدر مطلق سیارک برابر ۱۲٫۷۰ است.